# Blohm & Voss BV MGRP
De BV MGRP is een project voor een klein vliegtuig dat werd ontworpen door de Duitse vliegtuigbouwer Blohm und Voss.

## Ontwikkeling
Het project was voor een klein vliegtuig dat was voorzien van een grote raket onder de romp. De combinatie werd boven op de romp van de Dornier Do 217 naar het doel vervoerd. Op een afstand van ongeveer 300 km ging de bommenwerper over in een vlakke duikvlucht. Door de toegenomen snelheid werd het mogelijk om de ramjet van de raket te starten..
De piloot van het toestel was voorzien van een radarinstallatie waarop hij het doel kon identificeren. Nadat dit was gedaan, bracht de piloot de combinatie in een ballistische baan in de richting van het doel.
De piloot lag in de cockpit om zo goed bestand te zijn tegen de hoge g-krachten en was ook voorzien van een speciaal pak om de schokken van het toestel op te kunnen vangen. Het toestel zelf was ook voorzien van een ramjetmotor. Deze werd na het afwerpen van de raket gestart, waardoor het toestel terug kon vliegen naar het vliegveld. De raket was twee keer zo groot als het vliegtuig. De luchtinlaat voor de motor was bij beide rond de rompachterkant aangebracht. Het toestel was voorzien van een kleine vleugel met een pijlstand aan de voorrand en een rechte vleugelachterrand. De staartsectie was direct boven de motor geplaatst. De cockpit bevond zich in de rompneus en was van een druppelkap voorzien.
- Spanwijdte: 6 m.
- Lengte: 8 m.
- Maximumsnelheid: 1.000 km/uur.